# كورينا مارتيني
كورينا مارتيني (بالألمانية: Corinna Martini)‏ (و. 1985  م) هي متسابقة على الجليد بمزلاجة ألمانية، ولدت في فينتربرغ.

## روابط خارجية
- كورينا مارتيني على موقع FIL (الإنجليزية)